# Estádio Olímpico Patria
O Estádio Olímpico Patria é um estádio multiuso localizado na cidade de Sucre, na Bolívia. Atualmente é usado para jogos de futebol e é o local onde o Universitario de Sucre e do Independiente Petrolero mandam suas partidas. O estádio tem capacidade para 30.700 espectadores e foi inaugurado em 14 de dezembro de 1992. Localizado a 2810 m de altitude, ele figura na 12ª posição entre os estádios de futebol de maior altitude do mundo.
Ele foi uma das sedes da Copa América de 1997, realizada na Bolívia. Além da Copa América, o Estádio Olímpico Patria também foi sede dos Jogos Bolivarianos de 2009, onde foram realizadas as provas de atletismo e futebol.
Em outubro de 2011, o estádio recebeu um moderno placar eletrônico, o segundo maior na Bolívia (superado apenas pelo Estádio Victor Agustín Ugarte, em Potosí), que possui uma tela de LED de 17 metros de comprimento por 6,5 metros de altura.